# А капела
А капела — хоровий спів без музичних інструментів.
Зустрічається у фольклорному, побутовому, концертному та християнському літургічному музикуванні. Заборона на використання інструментів у православному богослужінні перетворив спів а капела в єдиний вид літургічної музики в православних країнах і зумовив надзвичайний розквіт хорової музики і виконавської майстерності хорових колективів.
Дуже поширений в Україні в народній та професійній музиці. У акапельному виконанні написано велику кількість творів вокальної багатоголосної музики для хорів і ансамблів.

## Українські виконавці

### Сучасна А капела
- DukeTime
- Менестрелі
- Нота-бене
- Орфей
- Піккардійська терція
- Синай
- Фарби життя
- Beauty band
- Ditem
- JazzexBand (Jazz-Expromt)
- ManSound